# Bobby Windsor
Robert William Windsor, detto Bobby (Newport, 31 gennaio 1946), è un ex rugbista a 15 britannico, internazionale per il Galles, tallonatore di Pontypool, della Nazionale gallese e in due tour dei British Lions.

## Biografia
Metalmeccanico di professione, agli inizi della carriera giocava come estremo o come mediano d'apertura, ma fu dopo lo spostamento in prima linea che raggiunse i massimi traguardi. Con Graham Price e Charlie Faulkner formava la leggendaria Pontypool Front Row ("Prima Linea del Pontypool") famosa anche come Viet Gwent.
Ottenne il suo primo cap a Cardiff il 10 novembre 1973 nella partita che il Galles vinse 24 a 0 contro l'Australia, mentre la sua ultima apparizione con i Dragoni risale al 17 febbraio 1979 contro la Francia.
Nella sua carriera ha partecipato a sei 5 nazioni, vincendone quattro (1975, 1976, 1978, 1979) con due grande slam (1976, 1978), fu selezionato anche per due tour dei British and Irish Lions, nel 1974 in Sudafrica e nel 1977 in Nuova Zelanda, collezionando in tutto 5 presenze.